# 莲花池街道 (吕梁市)
莲花池街道，是中华人民共和国山西省吕梁市离石区下辖的一个乡镇级行政单位。

## 行政区划
莲花池街道下辖以下地区：
六一街社区、城内社区、南关社区、城内村、南关村、圪达上村、卧牛焉村、刘家湾村、段家坪村、徐家沟村、王文庄村、大土河村、潘家沟村和马茂庄村。
徐家沟村(吕梁市)